# ابن مرج الكحل

شعر

أبو عبد الله محمد بن إدريس بن علي الجَزيري الأندلسي يعرف عمومًا بـمَرجْ الكُحْل أو ابن مَرجْ الكُحْل (1159م - 2 ديسمبر 1236م) (554هـ - 2 ربيع الآخر 634هـ) شاعر عربي‌ أندلسي من أهل القرن الثاني عشر الميلادي/ السادس الهجري. ولد في قرية مرج الكحل على مقربة من بلدة جزيرة شقُر قرب بلنسية ونشأ بها. صحب شعراء عصره وكان أديبًا بارعًا نظمًا ونثرًا وهو من الشعراء الموحدين. له ديوان شعر تناقله الناس في أيامه وقد جمع أشعاره المغاربة عبر العصور.

## سيرته
هو أبو عبد الله محمد بن إدريس بن علي بن عبد الله الشُقري الجزيري الأندلسي. عرف بـ«مَرجْ الكُحْل» أو «ابن مَرجْ الكُحْل»، نسبة إلى مرج الكحل على مقربة من بلدة جزيرة شقُر قرب بلنسية التي ولد فيها. ولد في مرج كحل سنة 554 هـ/ 1159 م ونشأ بها يعمل ببيع السمك في الأسواق، وقيل كان أُميًّا. وكذلك كان يتزيّا بزي أهل البادية.
فقد قَرَن ابن سعيد المغربي بينه وبين الوأواء الدمشقي الشاعر المشرقي الذي كان فقيرًا واشتغل دلالًا في سوق الفاكهة بدمشق. وكذلك مرج الكحل كان «ينادي‌ في الأسواق حتى إنه تعيَّش ببيع السمك». وذكر ابن عبد الملك المراكشي أنه «كان مُبتذل اللباس على هيئة أهل البادية». وكان مرج الكحل يشتغل بالفلاحة أيضًا. وعن تعلمه ذكر ابن عبد الملك المراكشي: يقال «أنه كان أميًّا»، وذهب ابن سعيد إلى أنه قد «تَرقَّت به همّتُهُ إلى الأدب قليلًا قليلًا إلى أن قال الشعرَ، ثم ارتفعت فيه طبقته ومدح الملوك والأعيان.» وهذا الوصف يَصدُقُ عليه في بداية حياته، قبل أن يتفرّغ للدرس والتحصيل. فصحب صفوان بن إدريس، وأصبح خبيرًا بالكتابة والأدب عليمًا بفنون الكلام.
توفي ابن مرج الكحل في جزيرة شُقر يوم الإثنين 2 ربيع الآخر 634/ 2 ديسمبر 1236 عن عمر حوالي 80 عامًا ودفن في يوم الثلاثاء.

## أدبه
كان مرج الكحل أديبًا بارعًا نظمًا ونثرًا، وهو شاعرٌ وجدانيٌ رقيقٌ، وأكثر شعره الوصف والنسيب والعتاب. له ديوان شعر تناقله الناس في أيامه. لقد ارتبط بصلاتٍ وثيقةٍ من أدباء عصره، وجمعته بهم صداقاتٌ أحيانًا، وصراعات أحيانًا أخرى. ومن أكثر أدباء العصر صلة به هو صفوان بن إدريس التجيبي، فإن المراسلات النثرية والشعرية التي بقيت للشاعرين تشكف عن عمق هذه الصلة. ومن أشهر تلامذته أبو الحسن الرعيني الفخار وأبو عبد الله بن عسكر، وابن الأبار القضاعي.

ومن شعره في طلب الرزق:

## وصلات خارجية
- في بوابة الشعراء